# Rpmdrake
rpmdrake là giao diện đồ hoạ của urpmi, cho phép cài đặt các gói phần mềm.  Nó được cung cấp như là một phần của Mandriva Linux để cài đặt gói.
Ứng dụng được viết bằng gtk2-perl, và cho phép:
- Cập nhật danh sách các gói (từ đĩa CD, trang mạng, hoặc trong mạng LAN).
- Xem các gói phụ thuộc của một hay nhiều gói khác.
- Cài đặt và gỡ cài đặt các gói ra khỏi hệ điều hành.

rpmdrake là phần mềm tự do, bảo hộ dưới giấy phép GNU General Public License, phiên bản 2.

## Dẫn chứng
1. ↑  "Licensing information for rpmdrake". Bản gốc lưu trữ ngày 13 tháng 8 năm 2010. Truy cập ngày 2 tháng 6 năm 2009.